# Île de San Pietro di Castello
San Pietro (vénitien: San Piero; Saint-Pierre) ou San Pietro di Castello, anciennement Olivolo, est une île de la lagune de Venise, en Italie. 

## Situation

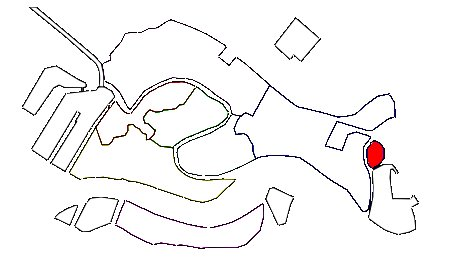
localisation

San Pietro fait partie du sestiere de Castello de Venise, dont elle constitue la partie la plus au nord-est. Elle est séparée du centre historique de Venise par le canal de San Pietro sur son flanc ouest et de l'île de Sant'Elena par le rio de Quintavale sur son flanc sud. Deux ponts relient l'île avec le reste de Castello : le ponte San Pietro et le ponte de Quintavalle.

## Origines
Le nom de l'île provient de la basilique San Pietro di Castello, longtemps siège du patriarcat de Venise.
Les premiers occupants de l'île furent la famille Quintavalle, d'après qui l'île fut nommée dès le Ve siècle.